# Golf van Bone
De Golf van Bone is een golf in het zuiden van het eiland Sulawesi in Indonesië. In het zuiden komt de baai uit op de Floreszee. De baai scheidt het Zuidoostelijk Schiereiland van het Zuidelijk Schiereiland.